# San Lorenzo Maggiore
San Lorenzo Maggiore è un comune italiano di 1 881 abitanti della provincia di Benevento in Campania.

## Geografia fisica
Il comune, che fa parte della Comunità montana del Titerno, si estende su una superficie di 16,17 km². I principali corsi d'acqua che attraversano il territorio comunale sono il fiume Calore e il torrente delle Ianare. Il territorio è prevalentemente collinare. Confina con i comuni di San Lupo, Ponte, Paupisi, Vitulano e Guardia Sanframondi. Sul piano ambientale il territorio è dominato dalle due emergenze montuose che lo racchiudono. Esse sono costituite, a sud, dagli scoscesi versanti del Taburno-Camposauro che si ergono, oltre il corso del Calore, elevandosi da un'area collinare il maestoso rilievo con la sua copertura boschiva qualifica in maniera rilevante le valenze paesistiche dell'area. A nord esso risulta delimitato dal Matese, uno dei più estesi massicci montuosi dell'Appennino campano che si estende sulle provincie di Caserta, Benevento, Isernia e Campobasso.
Il massiccio del Taburno-Camposauro si eleva fino ad oltre i 1390 m s.l.m. e, sul versante nord, presenta una imponente copertura vegetale in prevalenza costituita da bosco ceduo cui si aggiungono alcuni tratti di fustaie; tra queste ultime prevalgono le faggete e le conifere. Diversamente si presenta il versante meridionale del massiccio del Matese che ricade nel comune di San Lorenzo Maggiore, che per le caratteristiche morfo-pedologiche dei terreni, ha una forma più dolce e arrotondata dove l'antropizzazione dei terreni ha formato un paesaggio agricolo determinato da estensioni di vigneti e uliveti.

## Storia
Il territorio comunale di San Lorenzo Maggiore fu abitato sin dalla preistoria come testimoniano diversi ritrovamenti tra i quali la famosa "mandorla di Chelles" oggi conservata in un museo a Parigi. Questo reperto, trovato nel 1915 in località "Limata", è una scheggia di quarzite levigata dall'uomo primitivo probabilmente per squartare e scuoiare animali.
Durante il dominio dei longobardi si ha notizia di un primo centro abitato chiamato "Limata" e che si trovava nei pressi del corso del fiume Calore nella località ancora oggi chiamata con quel nome. Limata nel 663 d.C. fu teatro di un'importante battaglia che vide sfidarsi le truppe del longobardo Mittola, conte di Capua, con l'esercito dell'imperatore bizantino Costante II che restò sconfitto.
Intorno all'anno 1000 Limata, grazie alla sua posizione strategica, divenne un florido centro commerciale e conobbe una rapida evoluzione demografica.
Con la venuta dei normanni Limata divenne sede preferita dei conti Sanframondo. Guglielmo I Sanframondo, figlio di Raone, in un documento del 1151, tradotto nel 1531 durante un processo, scriveva «Io Guglielmo Sancto Flaimundo, figlio del fu Raone, che ebbi per cognome de Sancto Framundo, di stirpe normanna, rendo noto di possedere molti castelli, tra i quali il castello detto di Limata, nella terra di Telese; dono a Roberto, priore del Monastero di S. Maria della Grotta, una terra presso il fiume Calore».
Il 26 dicembre del 1382 il castello di Limata ospitò Luigi I d'Angiò, venuto per occupare il regno e per vendicare l'uccisione della regina Giovanna I di Napoli. I Sanframondo dovettero provvedere al vettovagliamento di migliaia di cavalieri e cavalli.
Nel XV secolo Limata passò ai conti Carafa che la tennero sino all'abolizione del feudalesimo, avvenuta nel 1806. I Carafa, che preferivano abitare a Napoli, abbandonarono il castello di Limata e ciò procurò, assieme ai miasmi provenienti dal vicino corso del fiume Calore, l'abbandono della cittadina che nel 1570 vide la nomina del suo ultimo parroco.
Alcuni profughi di Limata si ritirarono sulle colline presso l'attuale San Lorenzo Maggiore che nel 1532 era già abitata da ottantuno famiglie che crebbero a duecentosei nel 1595.
San Lorenzo era amministrata, come gli altri comuni dell'Italia meridionale, da una Universitas la cui giunta era composta da quattro cittadini nominati ogni anno nel mese di maggio dai cittadini possidenti. I membri della giunta assieme ad altri sei deputati eletti pure annualmente costituivano il Consiglio. Le riunioni dovevano essere autorizzate dal Governatore o Viceconte che tutelava gli interessi dei feudatari e che risiedeva nel capoluogo della contea, a Cerreto Sannita.
Il terremoto del 5 giugno 1688 provocò ingenti danni al paese che venne subito ricostruito tanto che nel 1724 si contavano 1 700 abitanti.
Dopo gli anni dell'unificazione italiana il comune fu interessato da alcuni fenomeni di brigantaggio.

## Monumenti e luoghi d'interesse

### Architetture religiose
- Collegiata di San Lorenzo. Sita nel centro del paese, venne terminata nel 1417. Nel 1553 fu innalzata a collegiata e per questo fu oggetto di una serie di ampliamenti finanziati dall'Universitas e dai cittadini. L'altare maggiore, proveniente dalla chiesa di S. Maria della Strada, è cinto dal coro ligneo seicentesco ed è sovrastato da un dipinto raffigurante il martirio di San Lorenzo, eseguito nel XVIII secolo da Francesco Mazzacca. Interessanti sono anche la scultura lignea di San Lorenzo, il campanile (1661) e la pala d'altare della Madonna col Bambino ed i santi Lorenzo e Amando. Nel 1934 la chiesa collegiata fu visitata dal Principe Umberto II di Savoia che si trovava in zona per far visita al Reggimento dei lancieri di Aosta impegnati nelle grandi manovre nella valle telesina. (ed. Segnali, 1996, n. 28, pag. 2)

La cripta della chiesa di Santa Maria della Strada con la fonte miracolosa.

- Chiesa di Maria SS. della Neve. Sita nel cuore del centro storico, è la più antica chiesa del paese. In origine dedicata a San Lorenzo, assunse il titolo di Madonna della neve dopo che fu terminata la costruzione della Collegiata nel 1417
- Chiesa di Santa Maria della Strada. Secondo una leggenda secoli addietro la Madonna sarebbe apparsa ad una pia donna invitandola a scavare nel luogo dove oggi sorge la chiesa. Ad una profondità di dodici palmi sarebbe stata rinvenuta una cappellina con una effigie della Vergine; tolta l'icona da terra sarebbe iniziata a sgorgare dell'acqua ritenuta miracolosa. Questa cappellina narrata nella leggenda costituisce la cripta della chiesa e in essa è presente un orifizio da dove sgorgava una polla d'acqua, prosciugatasi nel XX secolo. Chiesa e convento, abbandonati nel XIX secolo, sono stati recuperati negli anni 1990. Nell'edificio è custodita la preziosa icona in stile tardo-bizantino raffigurante la Madonna col Bambino.[6]
- Chiesa di San Bernardino. Edificata nel XVI secolo, conserva una statua del santo nota per la sua particolare fattura che la fa risalire al periodo di costruzione della chiesa. Nell'edificio sono presenti delle opere in marmo di Vitulano e un lavabo del 1596 voluto dall'arciprete De Vincentis.

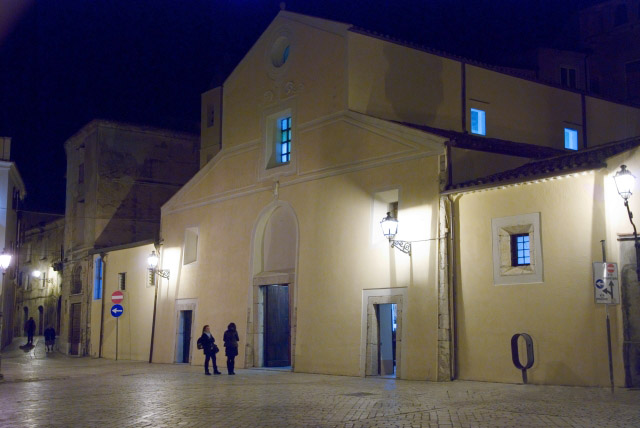
Chiesa dell'Annunciazione o del Santissimo Nome di Dio.

- Chiesa dell'Annunciazione o del Santissimo Nome di Dio. Fondata probabilmente intorno al 1550, venne restaurata e ampliata più volte nel corso dei secoli. Nel 1876 fu abbellita da stuccature realizzate da Donato Di Crosta di Cerreto. Di notevole interesse è la cappella di Santa Caterina, voluta dai coniugi Brizio-Cinquegrani e dotata di quattro statue in marmo bianco (alcune rubate nel 1976) raffiguranti Santa Caterina, San Pietro, San Paolo e San Francesco. Degna di nota è la scultura della Madonna della Sanità, molto antica, proveniente da Limata.
- Chiesa di san Rocco o Congregazione della Madonna del Carmelo. Costruita nel 1555, conteneva delle preziose statue di san Rocco, san Stanislao, Sant’Espedito di Melitene, della Madonna del Carmelo e della Vergine Addolorata. La chiesa, sita in via Capo, all'esterno è in pessime condizioni ma all'interno si conservano ancora pitture e decorazioni di notevole bellezza inclusa la statua di San Stanislao.

### Architetture civili

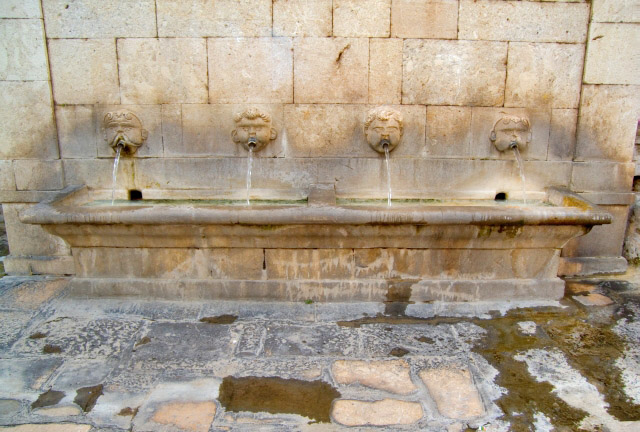
Particolare della fontana di piazza Antinora

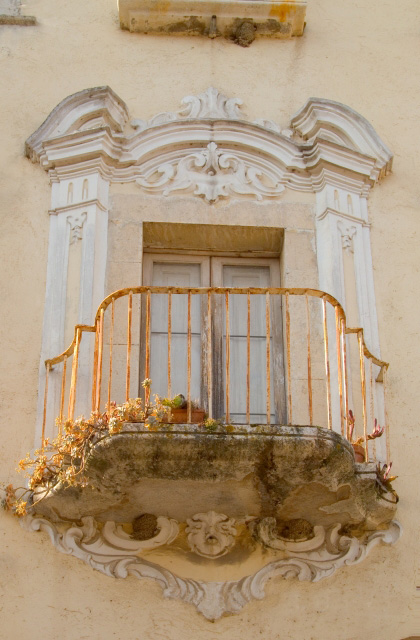
Balcone di un palazzo presso piazza Antinora

- Palazzo Cinquegrani in piazza Largo di corte
- Palazzo ducale in via Gradelle, nel cuore del centro storico
- Palazzo Retez in via Palazzo
- Palazzo Brizio in via Elci
- Palazzo Antinora in piazza Antinora
- Palazzo Melchiorre (XVII secolo) in via Nocelle
- Palazzo De Vincentis in via De Vincentis

### Siti archeologici
Nei pressi della chiesa di Santa Maria della Strada, in contrada Piana, si possono osservare i resti di un ponte romano. Il ponte, costituito da una sola arcata, è stato restaurato nel medioevo.
Dell'antico centro di Limata restano solo pochi ruderi. Nel castello, nel XVIII secolo trasformato in una casa colonica, è ancora riconoscibile una torre ed un bassorilievo incastonato nelle mura raffigurante una donna longobarda.

#### Il Borgo di Limata
Nei pressi di C.da Piana a sud del centro urbano, in località "Limata" vi sono i resti dell'omonimo borgo le cui origini sono riconducibili al 700 d.C. circa. Limata fu un importante centro strategico per tutte le dominazioni che vi susseguirono, dai Longobardi ai Normanni, dagli Angioini agli Svevi. Per Limata transitava la Via latina, una delle tre arterie romane indicate da Strabone come "nobilissimae viarum". Il castello, fatto costruire da Zottone I, primo duca dei longobardi a Benevento, dominava la sottostante Valle Telesina e, militarmente parlando, aveva ai suoi tempi la funzione di controllare ed intercettare tutte le comunicazioni che provenivano dal bacino di Benevento, dal Molise, da Maddaloni, dall'avvallamento di Montesarchio e dall'Alifano. Nel 663 d.C. Limata fu teatro di una importante battaglia tra l'imperatore Costante II e i Longobardi capeggiati dal Conte di Capua Mittola.
Intorno all'anno 1000, sempre grazie alla sua collocazione, diventò un fiorente nucleo commerciale ed ebbe una rapida evoluzione demografica; con l'avvento dei Normanni divenne sede dei Sanframondo che il 26 dicembre 1382 ospitarono in Limata Luigi d'Angiò. Nel XV secolo passò in mano ai Carafa e nei secoli successivi iniziò la sua fase discendente fino all'abbandono in favore del Nuovo Borgo di San Lorenzo denominato all'epoca "Castrum Sancti Laurentii".

### Altro
Il paese è attraversato dall'itinerario di pellegrinaggio oggi noto come via Francigena del Sud o via Sacra Langobardorum, che da Roma raggiungeva Benevento, già capitale dell'omonimo ducato; proseguiva poi lungo la Via Traiana romana fino a Troia e infine si dirigeva verso il Santuario di San Michele Arcangelo a Monte Sant'Angelo. Più precisamente, il tratto nel territorio comunale di San Lorenzo Maggiore passa per la località Piana, ed attraversa il ponte romano che sorge presso la chiesa di Santa Maria della Strada.

## Società

### Evoluzione demografica
Abitanti censiti

## Cultura

### Eventi

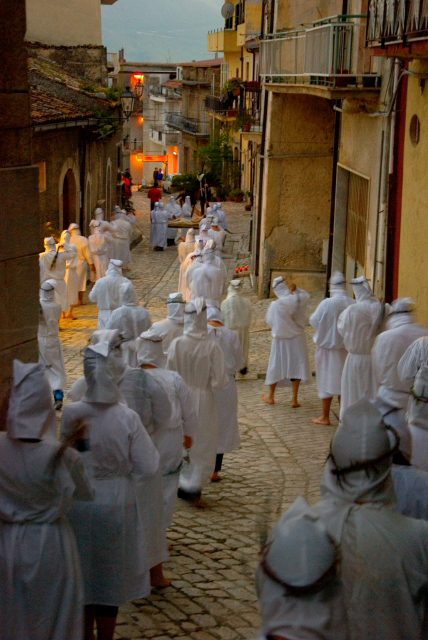
Un momento della processione del venerdì Santo

- Battenti del Venerdì Santo

Ogni Venerdì Santo sfilano per il paese i battenti, persone vestite di bianco e incappucciate, percuotendosi a sangue con la tradizionale disciplina: una catena fatta da piastre di ferro legate tra loro. Il senso del percuotersi è quello di essere vicini a Cristo durante la Passione, per chiedere perdono dei loro peccati. I partecipanti al corteo penitenziale sono generalmente molto riservati, e ostili alle riprese. Il rito ebbe origine nel medioevo.
- Festa della Madonna della Strada: prima domenica di giugno in paese, ultima domenica di giugno discesa dell'immagine al suo Santuario in contrada Piana. È festa fino alla seconda domenica di luglio quando la Madonna risale in paese
- Novello fest: secondo sabato di novembre.

## Economia
L'economia si basa prevalentemente su attività di tipo agricolo, non mancano però attività del terziario.
San Lorenzo Maggiore è rinomata per la produzione di ottimi vini ed oli extravergine di oliva DOP e DOC.
I vigneti più coltivati, prevalentemente a spalliera, sono la falanghina e l'aglianico non mancano però altri tipi di vigneti autoctoni che i sapienti coltivatori laurentini cercano di recuperare. La totalità della superficie vitata e coperta da DOC e IGT (Falanghina del Sannio DOC DOP, Guardiolo DOC DOP, Solopaca DOC DOP, Beneventano IGT IGP).
Per quanto riguarda gli uliveti sono presenti sul territorio vari tipi tra i più presenti ci sono la "racioppella", "l'ortice" e "l'ortolana" o "Bella di San Lorenzo".
La sensibilità verso l'ambiente ha incrementato la produzione di energia attraverso fonti rinnovabili. Al 2013 risultano installati circa 25 impianti fotovoltaici di diversa taglia anche se prevalentemente di tipo domestico. La potenza totale installata risulta pari a circa 310 kW cioè circa 0,15 kW di energia fotovoltaica pulita per ogni abitante. La media provinciale si attesta a circa 0,16 kW, quella campana a circa 0,1 mentre quella italiana a circa 0,3 kW.

## Amministrazione
Nella primavera del 1994 il consiglio comunale di San Lorenzo Maggiore fu sciolto per infiltrazioni mafiose; la successiva fase di commissariamento si protrasse per dodici mesi.
| Periodo | Periodo   | Primo cittadino             | Partito                     | Carica      | Note |
| ------- | --------- | --------------------------- | --------------------------- | ----------- | ---- |
| 1988    | 1993      | Giuseppe Francesco Iannotti | Democrazia Cristiana        | Sindaco     |      |
| 1993    | 1994      | Emmanuele De Libero         | Partito Socialista Italiano | Sindaco     |      |
| 1994    | 1995      | Maria Rita Circelli         |                             | Commissario |      |
| 1995    | 2005      | Emmanuele De Libero         | Alleanza Nazionale          | Sindaco     |      |
| 2005    | 2010      | Angelo Fasulo               | Democratici di Sinistra     | Sindaco     |      |
| 2010    | 2017      | Emmanuele De Libero         | Il Popolo della Libertà     | Sindaco     |      |
| 2017    | in carica | Carlo Giuseppe Iannotti     | Partito Democratico         | Sindaco     |      |

## Sport
Il paese è dotato di un ottimo complesso sportivo costituito da un campo di calcio a 11 regolamentare per disputare gare di categoria superiore, da un campo di calcetto con manto sintetico e da un campo di basket. La struttura ospita attualmente due campionati di calcio di "Promozione" e 3ª categoria, in cui militano rispettivamente Sporting Guardia e Polisportiva Laurentina.
Viene praticata anche la corsa campestre. Ogni anno, si tiene una "storica" gara di corsa campestre in onore della Madonna SS della Strada. La gara ha una lunghezza di circa 6–9 km in funzione del percorso scelto con partenza dal centro di San Lorenzo Maggiore ed arrivo al convento di Contrada Piana.